# دختر کدخدا
دختر کدخدا فیلمی به کارگردانی  و نویسندگی مهدی رئیس فیروز محصول سال ۱۳۴۵ است.

## بازیگران
- منوچهر وثوق
- فریبا خاتمی
- داریوش طلایی
- محسن آراسته
- حمیده خیرآبادی
- نریمان
- جواد تقدسی
- داریوش اسدزاده
- مهدی رئیس فیروز